# Bíró Péter (biológus)
Bíró Péter (Újfehértó, 1943. május 8. – 2021. március 25.) magyar hidro-, illetve halbiológus, limnológus, ökológus, a Magyar Tudományos Akadémia rendes tagja, kutató professor emeritus. Kutatási területe az ichthiológia (halkutatás), a táplálék- és táplálkozásbiológia, a populációdinamika, valamint a halállományok kezelése. 2004-től az MTA Balatoni Limnológiai Kutatóintézet igazgatója.

## Életpályája
1962-ben kezdte meg egyetemi tanulmányait a Kossuth Lajos Tudományegyetem (2000-től Debreceni Egyetem) Természettudományi Kar biológia–kémia szakán. Itt szerzett biológus–hidrobiológusi diplomát 1967-ben. Ennek megszerzése után az MTA Balatoni Limnológiai Kutatóintézet munkatársaként kapott állást. 1971-ben megvédte egyetemi doktori disszertációját. Kutatóintézeti állása mellett 1976-ban a Mezőgazdasági és Élelmezésügyi Minisztérium halállomány-fejlesztő programjának vezetője lett. A programot 1980-ig irányította. 1982-ben a kutatóintézet hidrobiológiai osztályának vezetőjévé, illetve az intézet helyettes igazgatójává nevezték ki. Tisztségeit 1991-ig töltötte be. 1993-ban kutatóprofesszori megbízást kapott. 2004-ben kinevezték a kutatóintézet igazgatójává. Emellett több magyarországi egyetemen volt vendégelőadó: Debreceni Egyetem, Szent István Egyetem, Pannon Egyetem. 2001-ben címzetes egyetemi magántanárrá avatták. 1998 és 2001 között Széchenyi professzori ösztöndíjjal kutatott.
1977-ben védte meg a biológiai tudományok kandidátusi, 1992-ben akadémiai doktori értekezését, 2000-ben habilitált. Az MTA Ökológiai Bizottságának, az Evolúcióbiológiai Bizottságnak, illetve a Hidrobiológiai Bizottságnak lett tagja, utóbbinak több éven át elnöke is volt. 1994 és 2000 között a Magyar Tudományos Akadémia közgyűlésének doktori képviselője volt, 2001-ben megválasztották az akadémia levelező, 2007-ben pedig rendes tagjává. Közben a Doktori Tanácsba is bekerült. A Veszprémi Akadémiai Bizottság elnökévé is megválasztották, ilyen minőségében az MTA elnökségének munkájában is részt vesz. Akadémiai tisztségei mellett az Európai Ichthyológus Unió (SEI) titkára volt. 1990-ben a Magyar Limnológiai Társaság elnökévé választották. Számos nemzetközi társaság tagja volt. Az Aquatic Ecosystem Health and Management Society és az Electronic Journal of Ichthyology című tudományos szakfolyóiratok szerkesztőbizottságának volt tagja.
Felesége 1997-ben elhunyt, három lányuk született. Angolul és oroszul beszélt.

## Munkássága
Fő kutatási területe volt az ichthiológia (halkutatás), a táplálék- és táplálkozásbiológia, a populációdinamika, a halökológia, valamint a halállományok kezelése.
Nevéhez fűződik a fogassüllő, a Balaton csúcsragadozó halfajának, valamint a tó fontosabb halfajainak állománydinamikáit és a tő élővilágában játszott biológiai jellegű szerepük feltárása. Több munkájában elemezte a Balatonban élő szervezetek táplálkozási kapcsolatait. Jelentős eredménye volt ezenkívül még a Balaton életkörülményeiben és halfaunájában lezajlott hosszú idejű változások leírása. A halállomány kezelése témakörében foglalkozott annak kihasználásával. Foglalkozott még az eutrofizáció (algásodás) és más környezeti hatások ártalmaira a tó halfajaira, valamint a kísérletes állatélettan és a biodiverzitás kérdéseivel. A hazai hidrobiológiában iskolateremtő szereppel bírt.
Több mint háromszázhúsz tudományos közlemény szerzője vagy társszerzője volt, ebben hat könyv, illetve negyvenöt könyvfejezet. Munkáit elsősorban magyar és angol nyelven adta közre.

## Díjai, elismerései
- Akadémiai Díj (1987, megosztva)
- Pro Aqua Emlékérem (1999)
- Schafarzik-emlékérem (2002)
- A Magyar Érdemrend középkeresztje (2014)

## Főbb publikációi
- A Balaton halászata és az utóbbi évek ichthyológiai problémái (társszerző, 1970)
- Neogobius fluviatilis in Lake Balaton – a Ponto-Caspian Goby New to the Fauna of Central Europe (1972)
- Observations on the Food of Eel (Anguilla anguilla L.) in Lake Balaton (1974)
- Effects of Exploration, Introductions and Eutrophication on Percids in Lake Balaton (1977)
- A fogassüllő táplálékának, növekedésének és produkciójának vizsgálata a Balatonban; Haltenyésztési Kutató Intézet, Szarvas, 1979 (A halhústermelés fejlesztése)
- Dynamics of Pike-perch, Stizostedion lucioperca (L.) in Lake Balaton (1985)
- A Balaton „látott hala” a garda (1986)
- Halak populációbiológiája (1987)
- A fogassüllő (Stizostedion lucioperca L.) populáció dinamikája és biológiai szerepe a Balatonban (1991)
- Általános halbiológia (1991–1993)
- Feeding Strategy and Growth of Cyprinids in the Littoral Zone of Lake Balaton (társszerző, 1997)
- Linkages Between Aquatic Sediment Biota and Life Above Sediments as Potential Drivers of Biodiversity and Ecological Processes (társszerző, 2000)
- Population Structure and Feeding Characteristics of Volga pikeperch, Sander volgensis (Pisces, Percidae), in Lake Balaton (társszerző, 2003)
- Balaton halállományának anyagforgalmi szerepe és hosszú távú változásai; MTA, Bp., 2006 (Székfoglalók a Magyar Tudományos Akadémián)
- "A Balaton és vízrendszere – a Balaton-kutatás története" és "A Duna-kutatás története". IL. Hidrobiológus Napok. Tihany, 2007. október 3-5.; szerk. Bíró Péter; Magyar Hidrológiai Társaság, Bp., 2008
- A Balaton-kutatások fontosabb eredményei, 1999–2009; szerk. Bíró Péter, Banczerowski Januszné; MTA, Bp., 2009
- Alkalmazott hidrobiológia. LII. Hidrobiológus Napok. Tihany, 2010. október 6-8.; szerk. Bíró Péter, Reskóné Nagy Mária és Kiss Keve Tihamér; Magyar Hidrológiai Társaság, Bp., 2011
- Vizsgálati módszerek és értékelő eljárások a halbiológiában; Debreceni Egyetemi, Debrecen, 2011
- Akvatikus és terresztris kutatások kapcsolata. LV. Hidrobiológus Napok. Tihany, 2013. október 2-4.; szerk. Bíró Péter, Reskóné Nagy Mária, Kiss Keve Tihamér; Magyar Hidrológiai Társaság, Bp., 2014
- Assessing Fish Assemblages in the Littoral Zone of a Large Shallow Lake (társszerző, 2009)